# Maiakivka, Orjîțea
Maiakivka (în ucraineană Маяківка) este un sat în așezarea urbană Orjîțea din regiunea Poltava, Ucraina.

## Demografie
Componența lingvistică a localității Maiakivka
     Ucraineană (98,88%)
     Alte limbi (1,12%)
Conform recensământului din 2001, majoritatea populației localității Maiakivka era vorbitoare de ucraineană (98,88%), existând în minoritate și vorbitori de alte limbi.